# Viestards
Viestards o Viestarts (también Viesthard, Vesthardus, Viesturs; latín: Vesthardus Rex) (m. 1230) fue uno de los caudillos más notables de los semigalianos, uno de los clanes bálticos en el siglo XIII, algunas veces mencionado como rey de Semigalia donde tenía su capital en Tērvete. Durante las primeras décadas del siglo XIII fue aliado de los Hermanos Livonios de la Espada, con el fin de unir a las diferentes facciones semigalianas hostiles a la unidad de un estado único y luchar contra los lituanos que habían atacado Semigalia en diversas ocasiones. En 1205, las fuerzas unidas de los cruzados y nativos semigalianos derrotaron a los lituanos y mataron a su líder, el duque Žvelgaitis.
Pero cuando los cruzados alemanes rompieron el tratado de paz y atacaron la fortaleza semigaliana en Mežotne, Viestards se convirtió en un encarnizado enemigo de los Hermanos Livonios, forjó una alianza con los samogitios y juntos lucharon contra la amenaza exterior. Viestards murió en 1230, pero los semigalianos no fueron conquistados hasta principios del siglo XIV. En 1236 la alianza de pueblos bálticos comportó la casi aniquilación de la orden de los cruzados en la batalla de Saule.
Viestards nunca aceptó el cristianismo, aunque permitió la entrada de un solo monje como predicador en su territorio.
En 1938, se establece la Orden de Viesturs (Viestura Ordenis) para conmemorar el espíritu de independencia del antiguo pueblo letón.